# Pieris mannii
Pieris mannii, vulgarmente llamada blanca catalana, es una mariposa de unos cuatro centímetros de envergadura, hembras mayores que los machos, de color blanco con manchas negras y reverso blanco y amarillo pálido, con dimorfismo sexual. Pertenece a la familia Pieridae, y fue descrita por J. Mayer en 1851.
Es una mariposa que se distribuye por África, Europa y Asia, y que vuela en zonas montañosas entre los 400 y los 2000 m de altitud.
Su estado de conservación no reviste preocupación y no se encuentra incluida en la Lista roja de la UICN ni en el Atlas y libro rojo de los invertebrados amenazados de España.

## Descripción
Las hembras miden entre 4,1 y 4,3 cm de envergadura y los machos entre 3,4 y 4,1. El anverso o cara superior de las alas es blanco con manchas negras. El reverso es de color blanco y amarillo pálido.
El anverso de las alas anteriores de los machos es blanco con la costa grisácea y una mancha apical gris. En la zona postdiscal aparece una mancha negruzca en E3. Las alas posteriores son blancas con una mancha postdiscal negra en E7 que toca la costa.
El reverso alar es blanco y amarillo pálido. Las anteriores son blancas con zona apical, costa y margen externo amarillentos. Aparecen sendos puntos negros en E3 y en E1b, que es muy débil o puede faltar. Las posteriores son de tono amarillo pálido con escamas grises.
Las alas de las hembras son similares, con las manchas de mayor extensión. El anverso de las anteriores pueden ser blancas o amarillo pálido y con la zona basal más oscura, y dos manchas postdiscales negras en E1b y E3.
Como en el resto de especies de su familia, los imagos tienen la cabeza pequeña, con antenas en maza, y unos palpos bien desarrollados. Los tres pares de patas son funcionales. Sus alas anteriores forman un ángulo agudo en su base, mientras que las posteriores, que tienen una superficie alar mayor, son redondeadas. Son característicos dos nervios anales en las alas posteriores.
Se puede confundir con otras especies del mismo género como P. rapae y P. ergane.

## Ciclo biológico y alimentación

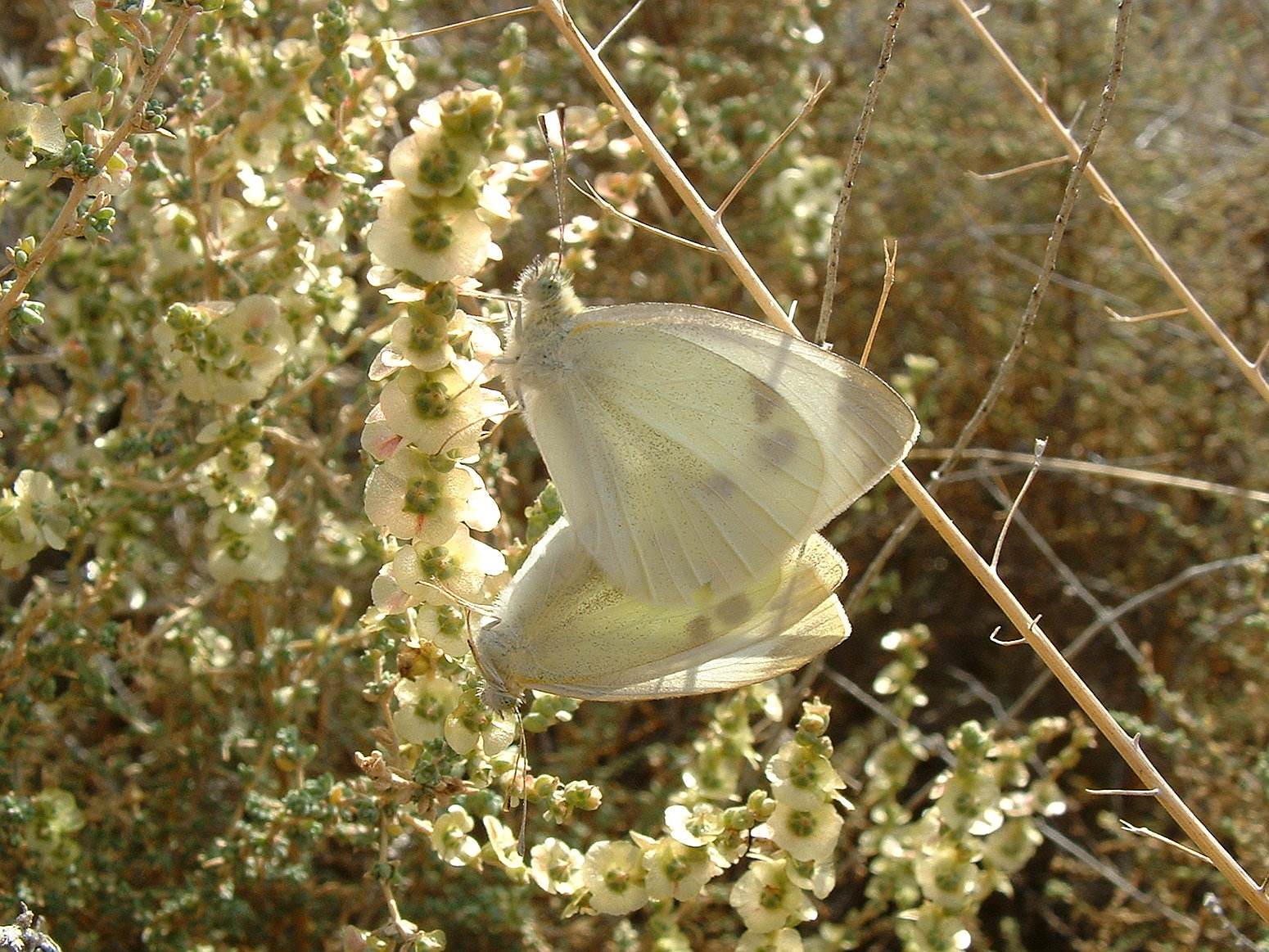
Cópula de Pieris mannii

En los lugares donde el clima es favorable es una especie trivoltina con una primera generación que vuela durante la primavera. La segunda generación aparece a principios del verano y la tercera a finales del verano. La última generación hiberna en estado de crisálida.
Sus plantas nutricias son las de la familia de las crucíferas, especialmente carraspique y cestillo de plata y otras plantas del género Sinapis.

## Distribución y hábitat
Especie cosmopolita, su rango de distribución abarca desde la cuenca mediterránea, Rusia occidental y Asia Menor hasta Pakistán. Falta en algunas islas mediterráneas como Córcega o Cerdeña.
Su hábitat son zonas bien conservadas de montaña, comprendidas entre los 400 y 2000 m de altitud, de rocas calizas y pedregales.

## Sistemática y taxonomía
Fue descrita en 1851 por J. Mayer como Pontia mannii dedicándola a Joseph Johann Ritter von Mann, primer colector de la mariposa en el siglo XIX, en la ciudad croata de Split. Posteriormente fue adscrita al género Pieris que hace referencia a Pieria, lugar donde nacieron las musas y Orfeo, de la mitología griega.

## Subespecies
- P. m. alpigena Verity, 1911
- P. m. haroldi Wyatt, 1952 - Atlas Medio marroquí
- P. m. mannii Winhard, 2000[9]
- P. m. rossii Stefanelli, 1900 - Italia
- P. m. todaroana Marott, 1882